# نشنال ریتیل
نشنال ریتیل (انگلیسی: National Retail) شرکت املاک آمریکایی است، که در سال ۱۹۴۸ تأسیس شد.